# Arsenal (2017)
Arsenal é um filme de suspense produzido nos Estados Unidos e dirigido por Steven C. Miller. Lançado em 2017, foi protagonizado por Nicolas Cage, John Cusack, Adrian Grenier, Johnathon Schaech, Christopher Coppola e Lydia Hull.